# Conférence de Simpsonwood
La conférence de Simpsonwood (officiellement intitulée Examen scientifique des données à propos de la sécurité des vaccins) a été une réunion de deux jours organisée en juin 2000 par les Centres pour le contrôle et la prévention des maladies (Center diseases control, CDC), tenue à Simpsonwood, au centre de conférence de Norcross, en Géorgie. Le thème de la conférence a été la présentation de données à partir de la Vaccine Safety Datalink, et l'examen de la possibilité d'un lien entre le thiomersal dans les vaccins et les problèmes neurologiques chez les enfants qui ont reçu ces vaccins.
Un article de 2005 écrit par Robert Francis Kennedy Jr. et publié par Rolling Stone et Salon.com, a porté sur la conférence de Simpsonwood dans le cadre d'un complot visant à retenir ou à falsifier les données concernant les vaccins. Cependant, l'article de Kennedy contient de nombreuses grandes erreurs factuelles et, après un certain nombre de corrections, a finalement été retiré par Salon.com. Néanmoins, sur la base des revendications de Kennedy, la conférence a acquis une certaine notoriété parmi le mouvement anti-vaccination. 

## La conférence
La conférence a été convenue à la suite d'une résolution par le Congrès des États-Unis en 1997, demandant à la Food and Drug Administration (FDA) d'examiner le thiomersal contenu et approuvé dans des médicaments et des produits biologiques. Trois vaccins d'intérêt principal ont été abordés : le vaccin contre l'hépatite B, le Vaccin diphtérique, tétanique et poliomyélitique, et le Vaccin contre les infections invasives à Haemophilus influenzae de type b (vaccin anti-Hib).
Les participants sont des experts dans les domaines de l'autisme, de la pédiatrie, de la toxicologie, de l'épidémiologie et des vaccins. La conférence se tient en la présence d'environ une demi-douzaine d'organismes de santé publique, des organisations et des compagnies pharmaceutiques, ainsi que de onze consultants du CDC, d'un rapporteur et d'un statisticien. La réunion a servi de prélude à la politique de vaccination des réunions tenues par le Comité Consultatif sur les Pratiques d'Immunisation (ACIP), qui établit la politique de vaccination des CDC aux États-Unis. La session a aussi servi de première réunion du groupe de travail de l'ACIP sur le thimérosal et l'immunisation.
Les présentations et les documents à l'appui de la conférence ont été soumis à un embargo jusqu'au 21 juin 2000, puis ils ont été publiés par l'ACIP. Après la conférence, les chercheurs ont prévu une deuxième phase d'analyse et de clarification des résultats préliminaires des études. Les résultats de cette deuxième analyse ont été publiés en 2003.

## Mouvement anti-vaccination
Le 20 juin 2005, un numéro de Rolling Stone contient un article écrit par Robert F. Kennedy, Jr, intitulé Deadly immunity. L'article, qui a été publié sur Salon.com, a porté sur la conférence de Simpsonwood, et a prétendu que le gouvernement et le secteur privé se sont entendus pour contrecarrer la loi de liberté d'Information et retenir les résultats à propos de la sécurité des vaccins pour que le public n'en ait pas connaissance. Kennedy a déclaré que les données liées au thimérosal dans les vaccins discutées à Simpsonwood ont mis en cause la responsabilité de ces vaccinations dans l'augmentation de la prévalence de l'autisme, mais que le chercheur principal a plus tard retravaillé ses données pour enterrer le lien entre le thimérosal et l'autisme. Cependant, l'article de Kennedy contient de nombreuses erreurs, notamment une surestimation de la quantité d'éthylmercure dans les vaccins, prétend à tort qu'un chercheur a tenu un brevet sur l'un de ces vaccins, et affirme que le vaccin contre le rotavirus contient du thimérosal
Salon.com dit plus tard que les erreurs dans l'article "vont très loin dans le travail de sape de l'exposé de Kennedy" et corrige à cinq reprises. L'éditeur a rétracté plus tard cette publication en janvier 2011, indiquant que les critiques de l'article et ses failles dans la connexion entre l'autisme et les vaccins minent sa valeur. Rolling Stone, cependant, a pris la décision de publier l'article de Kennedy.
Quand le résultat final des études discutées à Simpsonwood a été publié en 2003, le chercheur principal, Thomas Verstraeten, avait été embauché par GlaxoSmithKline. Kennedy a fait valoir que le retard dans la publication de Verstraeten lui a donné suffisamment de temps pour corriger les données dans l'objectif présumé du CDC d'occulter un lien entre le thimérosal et l'autisme. Verstraeten a démenti ces accusations, et a publié un compte rendu de l'affaire dans le journal Pediatrics.
En septembre 2007, le Comité sénatorial des Etats-Unis sur la Santé, l'Éducation, le Travail et les Pensions a rejeté les allégations de manquement à la déontologie contre Verstraeten et le CDC. Contrairement à ce qu'affirme Kennedy, le Comité a constaté que : "au lieu de cacher les données [de Simpsonwood] ou d'en restreindre l'accès, le CDC les a distribuées, souvent à des personnes qui ne les avaient jamais vues avant, et a sollicité l'opinion de l'extérieur quant à la façon de les interpréter. La transcription de ces discussions a été mise à la disposition du public.